# Saissac
Saissac – miejscowość i gmina we Francji, w regionie Oksytania, w departamencie Aude.
Według danych na rok 1990 gminę zamieszkiwało 867 osób, a gęstość zaludnienia wynosiła 15 osób/km² (wśród 1545 gmin Langwedocji-Roussillon Saissac plasuje się na 382. miejscu pod względem liczby ludności, natomiast pod względem powierzchni na miejscu 39.).

## Zabytki
Zabytki w miejscowości posiadające status monument historique:
- zamek w Saissac (château de Saissac)
- stojący kamień w Picarel (pierre levée de Picarel)
- mury obronne (remparts)